# Charles René Magon de Médine
Pour les articles homonymes, voir Magon et Médine (homonymie).
Charles René Magon de Médine né le 12 novembre 1763 à Paris, et mort le 21 octobre 1805 est un officier de marine français.
Il avait le grade de contre-amiral au moment de sa mort.

## Biographie

### Jeunesse et formation
Issu d'une famille de Saint-Malo, la famille Magon, Charles René Magon de Médine est en 1777 aspirant garde marine. Troisième fils de Julienne Jacquette de La Pierre (1730-25.10.1799), comtesse de Langast, et de René Magon de La Villebague (1722-1778), gouverneur des Mascareignes, qui lui lègue lorsqu'il meurt, sa propriété de Médine, à l’île de France (actuelle île Maurice), ce qui le conduit à compléter son nom. À sa naissance, son père qui est rentré en France est nommé intendant de Saint-Domingue, et des Îles Sous-le-Vent. Il laisse son fils âgé de quelques mois à la garde de son cousin Aaron-Pierre Magon du Bosc à Saint-Malo.
Élevé au château de Montmarin, malouinière que vient de faire construire Aaron Pierre Magon du Bosc en bordure de la Rance, ainsi qu'à la Malouinière du Bosc, lui appartenant également. Il est placé à l'âge de neuf ans dans un pensionnat pour suivre ses études.

### Premières armes
En 1778, il entre dans la Marine royale, en pleine guerre d'Indépendance américaine. Aspirant garde, il devient garde un an plus tard et participe à la bataille d'Ouessant (1778) sur le vaisseau Bretagne, dans la première division, commandée par Louis Guillaume de Parscau du Plessix (1725-1786), de l'Escadre blanche, placée sous les ordres du lieutenant-général Louis Guillouet d'Orvilliers (1710-1792). 
Il fait ensuite campagne dans la Manche sur L'Annibal, puis le Saint-Esprit, et le Solitaire, navire de ligne de deuxième rang portant 64 canons, lancé en 1758 et démoli en 1771.
Enseigne de vaisseau en 1780, il sert aux Antilles sur le Solitaire, dans l'escadre du comte de Guichen. Il participe aux trois combats livrés à l'escadre britannique de l'amiral Rodney au large de La Dominique. Ensuite en 1781, sur Caton, vaisseau de 64 canons dans l'escadre du comte de Grasse, il combat à Chesapeake, à la bataille de Saint-Christophe et à la bataille des Saintes. Prisonnier, il est libéré à la fin 1782.
En avril 1783, il part sur la frégate la Surveillante pour l'océan Indien, où il passe les 15 années suivantes.
Il est nommé lieutenant de vaisseau le 1er mai 1786, et chargé au mois de novembre suivant du commandement de la frégate L'Amphitrite, et alla reprendre aux Britanniques l'île de Diego Garcia. À son retour, il passa successivement comme second sur la frégate La Driade et la corvette Le Pandour, avec lesquelles il navigua encore 18 mois dans les mers de l'Inde et de la Chine.

### La Révolution
En avril 1788, il embarque comme second sur La Dryade, avant de prendre le commandement de la Minerve (juin 1791), puis de la Cybèle (novembre 1792). Il est arrêté comme suspect à Port Louis en tant qu'aristocrate, mais, rapidement libéré, il devient aide de camp de Anne-Joseph-Hippolyte de Maurès de Malartic (1730-1800), gouverneur général des Mascareignes.

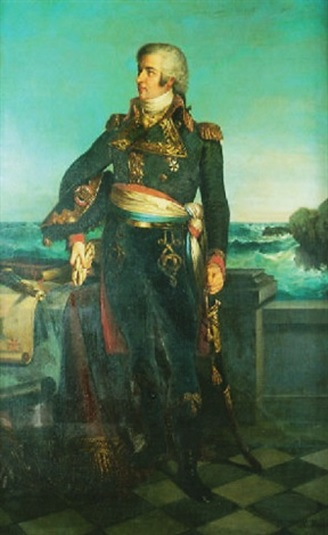
Horace Vernet, Portrait de l'amiral Magon, localisation inconnue.

En 1793, il commande La Prudente au sein de la division de frégates Renaud, (avec La Cybèle et le Coureur) et participe au combat victorieux de la Rivière Noire contre les vaisseaux britanniques Le Centurion et Le Diomède (octobre 1794).
Promu capitaine de vaisseau peu après, il commande par intérim les forces navales françaises en Océan Indien : trois frégates et une corvette, ceci jusqu'à l'arrivée de la division de frégates du contre-amiral Sercey. Sur La Prudente, il fait différentes campagnes parfois avec le reste de la division, parfois seul. Il participe notamment à la bataille entre les six frégates de la division et les deux vaisseaux britanniques Arrogant et Victorious, dont l'amiral renoncera à conclure malgré l'ascendant pris par ses frégates.
En janvier 1798, il commande La Vertu, pour escorter en compagnie de La Régénérée, un convoi de deux vaisseaux espagnols qui rentrent en Europe. Il repoussera deux attaques : la frégate Pearl en Guinée en avril 1798, et la frégate Brillant  en juillet de la même année. Arrivé en Europe, il sera récompensé par les Espagnols, notamment par une magnifique armure, en reconnaissance des services qu'il avait rendus. Il conduira ses frégates à Rochefort.
À son arrivée à Paris, il fut cependant destitué sur l'accusation de ne pas s'être opposé au renvoi des agents du Directoire Baco et Burnel, venus faire appliquer le décret d'abolition de l'esclavage. L'assemblée coloniale de l'Île-de-France avec la complicité du gouverneur Malartic les a fait rembarquer de vive force. L'amiral Bruix obtint sa réintégration, et quelques mois après, il fut élevé au grade de chef de division.
Employé d'abord à Paris à la réorganisation de la marine, puis à l'inspection des ports, il fut rendu, en l'an IX, au service actif, premièrement à bord du vaisseau L'Océan, ensuite à bord du Mont-Blanc, qui faisait partie de l'armée navale destinée, sous les ordres de l'amiral Villaret, à l'expédition de Saint-Domingue.
Chargé, avec quatre vaisseaux et deux frégates, de réduire le fort Dauphin, Magon s'en empara avec tant de rapidité et de succès, que le général en chef Leclerc lui conféra immédiatement le grade de contre-amiral. « Cette nomination », disait l'amiral Villaret dans son rapport, « lui a été décernée par le vœu unanime de l'armée, et je ne doute pas que le gouvernement ne la confirme. » Elle le fut, en effet, au mois de ventôse an X.

### Le marin d'Empire

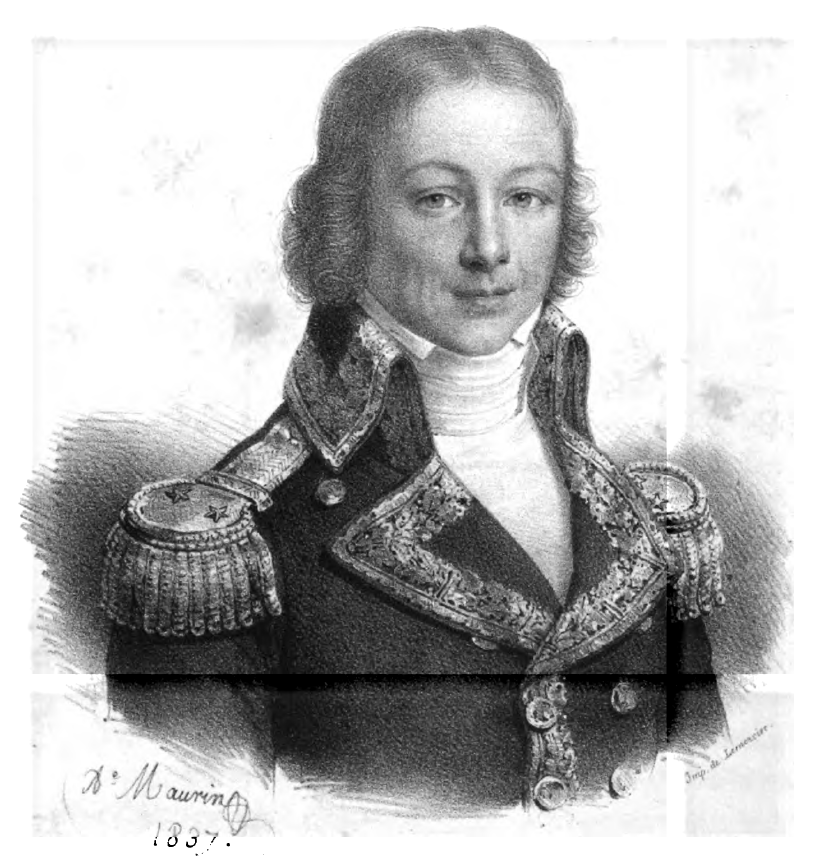
Antoine Maurin, Charles René Magon de Médine (1835), lithographie.

En l'an XII, l'amiral Bruix appela Magon à Boulogne, et lui confia le commandement de l'aile droite de la flottille. Les 19 frimaire et 25 prairial de la même année, il avait été nommé membre et commandeur de la Légion d'honneur.
À la suite du refus de Bruix de se livrer à un exercice qu'il considérait comme dangereux compte tenu du mauvais temps, Magon dut commander une revue en pleine mer de la flottille inspectée par l'empereur. Ce fut un désastre : la tempête annoncée détruisit 30 navires légers.
Dans les mois qui suivirent, il repoussa plusieurs tentatives britanniques contre la flottille.
En mars 1805, Magon commandait une division à Rochefort avec les vaisseaux Algésiras et Achille. Il rejoint Villeneuve aux Antilles et commande l’arrière-garde lors du combat des Quinze-Vingt aussi nommé bataille du cap Finisterre (juillet 1805) contre l’escadre de l'amiral Calder. Au lendemain de ce combat, il pique une violente colère contre son chef Villeneuve qui refuse de venir au secours de deux vaisseaux espagnols capturés par l'ennemi : selon le témoignage du général Lauriston, présent à cette bataille, Magon hurlait après l'amiral et jetait dans sa direction « tout ce qu'il trouva sous la main, sa lunette, son porte-voix et jusqu'à sa perruque ».

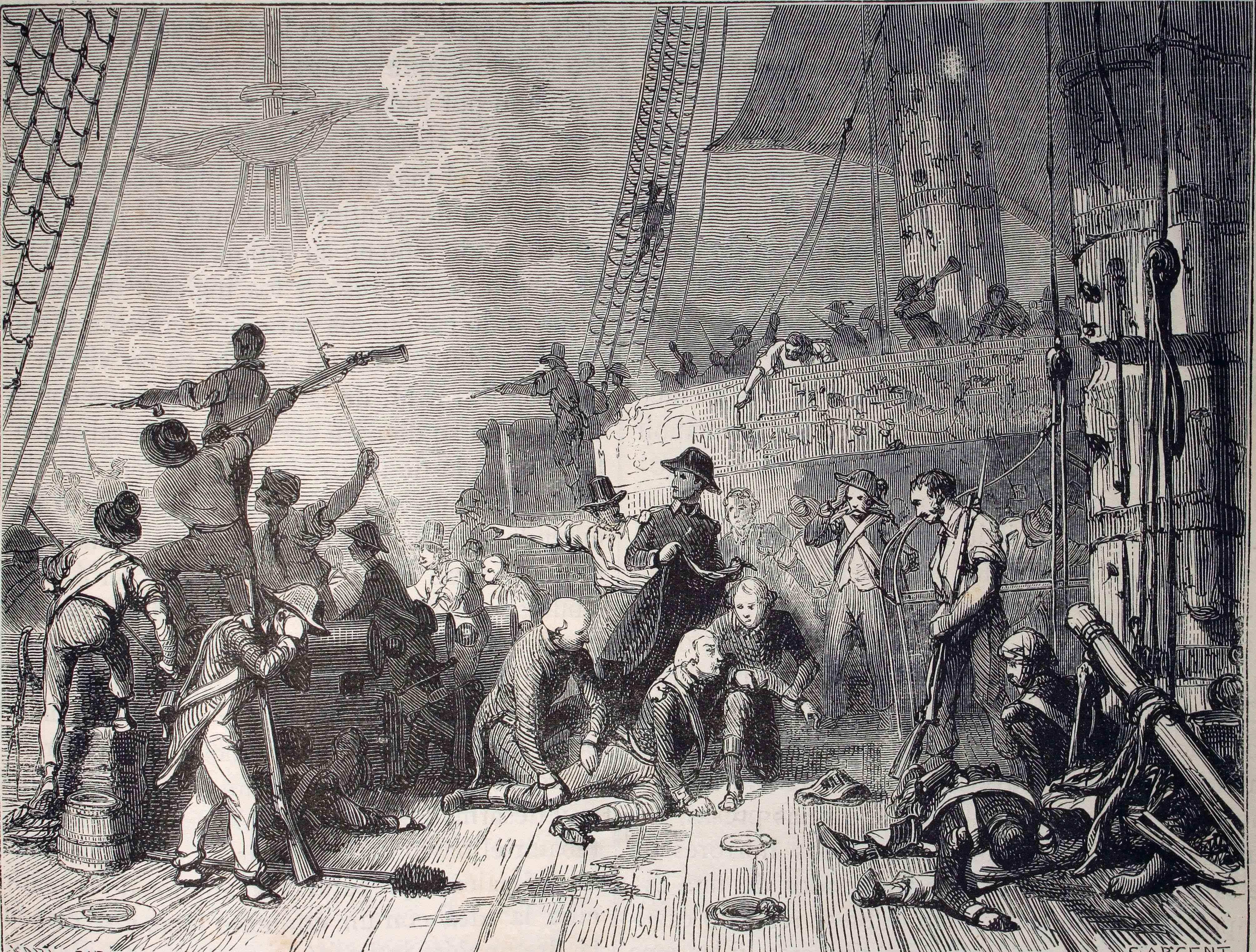
La Mort de l'amiral Magon, gravure.

À Trafalgar (octobre 1805), toujours sur L’Algésiras, il est dans l’escadre légère sous les ordres de l’Espagnol Gravina qui est attaquée par l'escadre de Collingwood. L’équipage de L’Algésiras est sur le point de se lancer à l’abordage du Tonnant quand le Colossus et le Bellerophon viennent au secours de leur navire amiral ; Magon est deux fois blessé par la mitraille. Il reste toutefois à son poste et dirige le combat pendant cinq heures avant d’être tué d’une balle peu avant que son vaisseau ne soit lui-même pris à l’abordage. C'était son douzième combat.
Magon fut un excellent marin, élégant, raffiné et d’une bravoure respectée. Ses états de service comportent un nombre impressionnant de batailles majeures. Sa conduite à Trafalgar fut l’un des faits d’armes qui sauvèrent l’honneur en ce jour funeste pour les voiles françaises. 
Magon de Médine est aussi l'un des hauts dignitaires de la franc-maçonnerie impériale (Grand officier du Grand Orient de France)[réf. nécessaire].

### Famille
Au cours de son séjour à l'Île de France, Charles René Magon de Médine épouse le 20 avril 1784, à Port-Louis,  Renée Françoise de Guymont (?-1840), veuve du comte du Chayla capitaine des vaisseaux du roi dont il se sépara en 1795 sans postérité. 
Magon de Médine aura trois enfants naturels :
- de Constance de Céré (1769-1842), qui épousera à Pamplemousses le 9 septembre 1784, César de Houdetot (1749-1825), maréchal de camp : 
  - Charles Île-de-France de Houdetot (dit Charli), né à Port-Louis (Île-de-France) en 1786[4], et mort en 1866.
- de Sophie Fayd'herbe de Maudave[Note 7], qui épousa plus tard Monsieur de la Martellière : 
  - Charli, mort en bas âge ;
  - Marie-Hélène-Malo-Emma (née en 1795), qui fut adoptée par monsieur de la Martellière, connue sous le nom Emma de la Martellière. Cette union illégitime avec Sophie de Maudave dura jusqu'à la mort de l'amiral[5].

## Hommages
- Son nom est inscrit sur l’arc de triomphe de l'Étoile à Paris.
- Son nom fut donné à un corsaire à Dunkerque : Le Contre-Amiral Magon, qui fut longtemps la bête noire du commerce anglais[réf. nécessaire].
- En 1880, la Marine nationale lança à Cherbourg un croiseur du nom de Magon, qui fut opérationnel jusqu'en 1895[6].
- Au début du XXe siècle, son nom fut donné à un contre-torpilleur[7].
- La Ville de Saint-Servan donna son nom à une des rues de la commune (rue de l'Amiral Magon).
- La Ville de Saint-Malo a nommé rue Magon ce qui fut l'ancienne rue Neuve.

### Iconographie
- Horace Vernet, Le Contre-amiral Magon en pied, sur une terrasse devant la mer, vers 1816, huile sur toile, 218 × 138 cm, localisation inconnue[8].
- Antoine Maurin, Charles René Magon de Médine, 1835, lithographie.
- Olivier Pichat, Charles René Magon (1763-1805), contre-amiral, d'après Horace Vernet, 1846, huile sur toile, commandé par Louis-Philippe, Versailles, musée de l'Histoire de France[9].
- Alfred Paris, Mort du contre-amiral Magon, 1895, aquarelle, localisation inconnue, reproduit dans Maurice Loir, Gloires et souvenirs maritimes, Paris, Librairie Hachette et Cie, 1895, figure 5[10].
- Geoffroy Dauvergne; Portrait de Charles René Magon de Médine, dit l'amiral Magon, 1959, commande d'Yves Menguy, maire de Saint-Servan, huile sur toile, 70 x 58cm, signée en haut à droite, n°97 au Catalogue Raisonné. Il en existe en trois versions : la première à la mairie de Saint-Servan, la deuxième à Saint-Malo au musée d’Histoire de la Ville et du Pays Malouin et la troisième chez les descendants de l'amiral Magon[11].